# 新世紀エヴァンゲリオン (パチスロ)
『新世紀エヴァンゲリオン』（しんせいきエヴァンゲリオン）は、ビスティが2005年10月に発売したパチスロ機。
アニメ『新世紀エヴァンゲリオン』をテーマにしたタイアップ機で、パロットを除けば初めての5号機である。

## 概要
通常時の遊技方法は、ほぼ4号機と同一ながら、BIGボーナス中は4号機のシステムと大きく異なる。また、チェリー成立時は右リールにチェリーを停止させないとメダルの払い出しが受けられない点もこの機種の特徴（通常は左リールで判断）。
小役確率には設定毎による差が設けられており、コイン持ちによっておおまかな設定を推測することも可能。
パネルは導入当初から3種類（シンジ・レイ・アスカ）用意されている。

## ボーナス
ビッグボーナス絵柄は赤7・青7・黄7の3種類。それぞれの絵柄が独立した役となっている。例えば、赤7成立時は青7・黄7は揃えられない。これは、5号機当初の規定により1つの絵柄の組み合わせにつき1つのボーナスフラグを要するため（現在では一部規制緩和が行われ、同一性能のボーナス絵柄であればどの絵柄を揃えても構わない内規に変更されている）である。雑誌などに掲載されているビッグボーナス確率（約1/450～1/360）は、この3つのビッグボーナスの合成確率である。ビッグボーナスは払い出し枚数が465枚を超えると終了、約360枚、最大372枚を獲得できる仕様となっている。
レギュラーボーナスは「黄7・黄7・青7」揃いで突入。終了後は「レイチャンス」と呼ばれる最大100Gのリプレイタイムに突入する。（100G消化もしくはボーナス成立で終了）。レイチャンス中はリプレイ確率が大幅に上昇し、コインを少しずつ増やしながら遊技できる。

## 演出

### ステージ
通常時は街ステージ、司令室ステージ、マギステージの3つのステージのどれかに滞在する。
街ステージは高確率状態に突入すると「夕暮れ」「夜間」の2段階に時間帯が移動するが、突入率は非常に低い。

### 主な予告演出
モニター演出
何も表示されないパターン、ペンペンが表示されるパターン、識別パターンで小役を告知するパターンのいずれかが大半だが、使徒が表示されると対応したバトル演出に発展。
タイトル予告
通常のサブタイトル（「レイ、心の向こうに」など）が表示されるパターンと、小役の名前が入っているパターン（「リプレイ、心の向こうに」など）があり、前者の場合は対応したバトル演出に発展する。英字タイトルも存在。
「次回予告」予告
テレビアニメ版の次回予告を模した予告編が流れる。ボタン第三停止まで流れ続けるとバトル等に発展。ボーナス確定パターンも有り。
背景予告
キャラクターや使徒、雲やビルなどが小役をナビする。
カード演出
街ステージ滞在時に、レバーオンで画面パネルが表示される。キャラクター表示で対応する各小役のナビ（リツコ：ベル、レイ：リプレイ、ミサト：スイカ、アスカ：チェリー。ペンペンとシンジはハズレ対応だが、シンジは期待度上昇）。サブタイトル表示でバトルに発展。ボーナス確定パターンも有り。
ウィンドウ演出
レバーオンで各キャラクターの台詞が流れる。別キャラクターとの掛け合いになるとバトルに発展。
リビング演出
レバーオンでミサトの部屋に移動。やって来る人物、またはシャワー室から出てきた人物のタオルの色によって小役ナビ。やって来た人物が「出撃よ」と言えばバトル発展、ゲンドウの場合はバトル発展が確定。
司令演出
冬月の呼び掛けに呼応するゲンドウの台詞によって小役ナビ。ゲンドウが出撃命令をかけると、バトル演出に発展する。
マギステージ演出
コンピュータが可決した小役をナビ。ステージ移行時は自律自爆の提訴決議が発動するが、これが解除されればボーナス確定。
バトル演出
カード演出などから発展する最も基本的な予告演出。ミサトかゲンドウの号令でいずれかのエヴァンゲリオンが発進し使徒と戦闘になる。テレビアニメの場面を流用したストーリー系なら期待度上昇。いずれも勝てばボーナス確定。復活演出も存在し、本作ではストーリー系でも発生する（ただし専用の映像は「ヤシマ作戦」のみ）。

### ボーナス確定、プレミア演出
全般
対応役のある演出発生時、その演出の対応役を否定した場合。
対応する発展先とは異なる演出に発展（法則崩れ）した場合。
レイチャンス中、ハズレ対応の演出が発生した場合。
モニター演出
パターン「RAINBOW」が表示された時。
「第17使徒 渚 カヲル」が表示された時。
タイトル予告
「最後のシ者」のサブタイトル表記（英字タイトルあり）。
「次回予告」予告
次回予告の最後に「次回、ボーナス確定」の表記。
背景予告
ペンペンが出現した場合。
カヲルらしき人物の後ろ姿が現れ、振り向いた際にカヲル本人だった場合（ガセパターンはカヲルの衣装を身にまとったゲンドウ）。
カード演出
1.リツコ「約束は守るわ」の台詞。
2.アスカ「あんたバカぁ？」の台詞。
3.「ボーナス確定」の文字の表記。
4.「最後のシ者」のサブタイトル表記。
ウィンドウ演出
レイの「おめでとう」やアスカの「大勝利」等、特定の確定台詞の表記。
リビング演出
1.シャワー室から渚カヲルが出てきたとき。
2.最終話で登場した、転校生のレイが部屋に入ってきたとき。
3.部屋に入ってきたキャラが「ボーナス確定よ」と言った場合。
4.ゲンドウが「よくやったな、シンジ」と言った場合。
司令演出
冬月が自ら出撃命令をかけたとき。
マギステージ演出
決定小役が否決された場合。
自律自爆が解除された場合。
エヴァ系の復活演出
1.零号機vsシャムシエル…ロンギヌスの槍を投げる。
2.弐号機vsガギエル…プログナイフで仕切り直し。
3.初号機vsサキエル…シンジがコントローラーで再度操作。
ストーリー系の復活演出
1.ヤシマ作戦…零号機が盾で防御し、初号機が再度発射。その後専用演出あり。
2.ユニゾン…「初号機vsサキエル」と同様の演出。
3.降下使徒、迎撃…「初号機vsサキエル」と同様の演出。
暴走
レバーオンで初号機の暴走が発生（映像は「初号機vsサキエル」の使徒撃破時と同じ）。
セカンドインパクト
リール第2停止時に画面が暗転し、テレビアニメ版のセカンドインパクトのシーンが流れる。
その他
レバーオン時、効果音が鳴らなかった場合。
ボーナス絵柄テンパイ時、ミサトの「リーチよん」という声が発生。